# 埃斯奎利诺

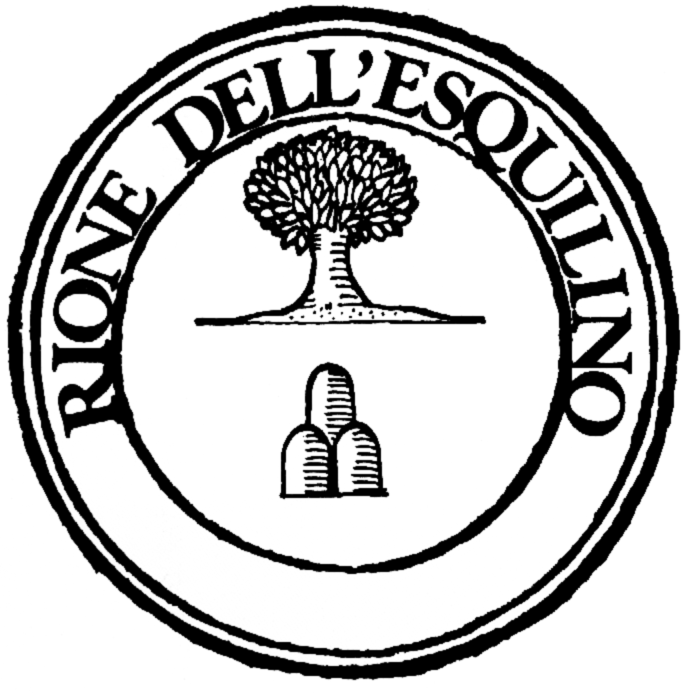
区徽

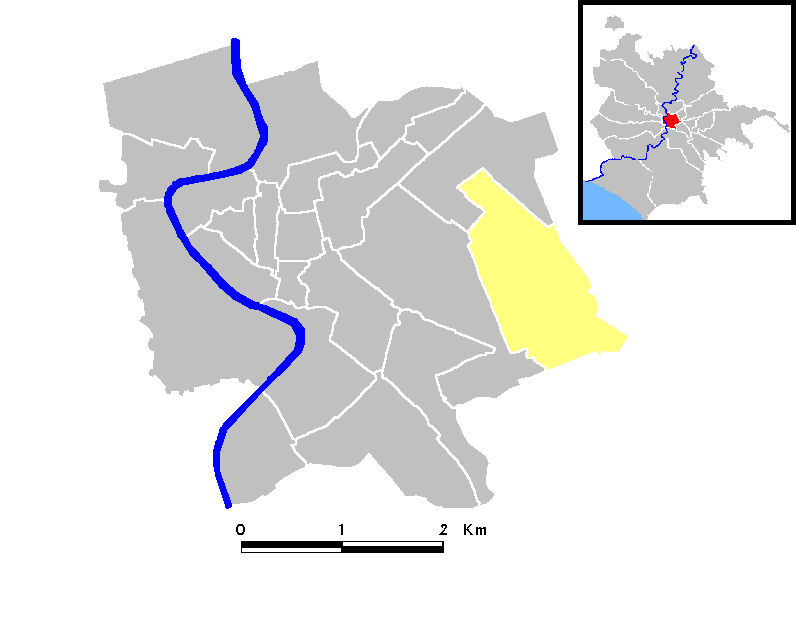
位置

埃斯奎利诺（Esquilino）是罗马的第十五区，1921年从蒙蒂区分出。
该区的区徽为一棵树和三座山，银色背景。它得名于罗马七座山丘之一的埃斯奎利诺山。

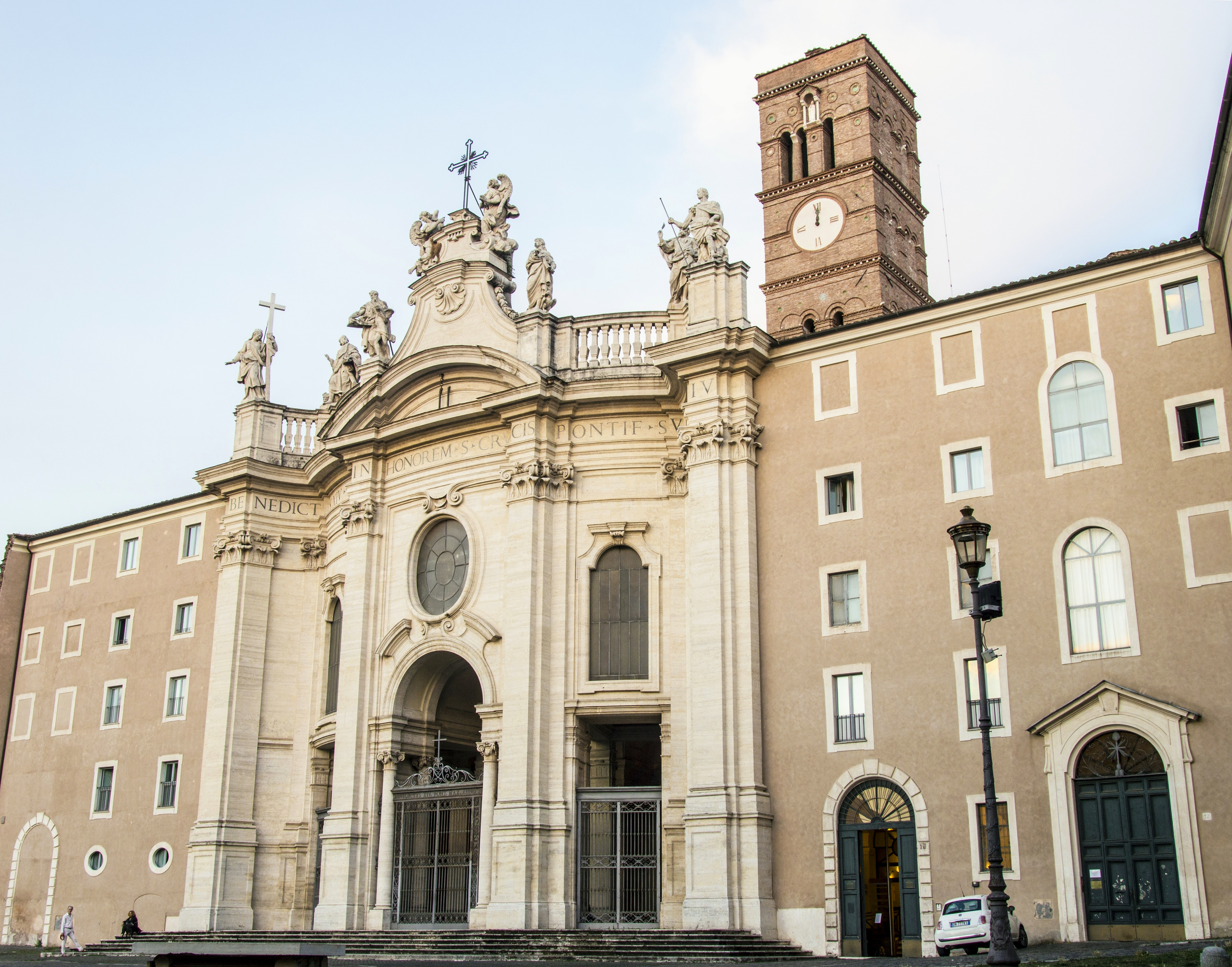
耶路撒冷圣十字圣殿

该区的名胜包括耶路撒冷圣十字圣殿等。